# Сема Олександр Андрійович
Сема Олександр Андрійович (13 квітня 1952) — радянський академічний веслувальник.
Олімпійський чемпіон 1976 року в складі розпашної четвірки зі стерновим.
Чемпіон світу 1975 року в складі розпашної четвірки зі стерновим.